# William Tenn
William Tenn, pseudonimo di Philip Klass (Londra, 9 maggio 1920 – Mount Lebanon, 7 febbraio 2010), è stato un autore di fantascienza britannico naturalizzato statunitense.
Autore di due soli romanzi, è  noto soprattutto per i suoi racconti, che ne hanno fatto uno dei migliori scrittori di fantascienza satirica.

## Biografia
Nato nel Regno Unito, si trasferì a New York con i genitori all'età di 2 anni, crescendo nel quartiere di Brooklyn.
Durante la seconda guerra mondiale prestò servizio in Europa come tecnico per l'esercito statunitense. Nel 1957 si sposò con Fruma Klass e a metà degli anni sessanta si trasferì presso State College, Pennsylvania, ove insegnò inglese alla Penn State University. Dopo la pensione si trasferì a Pittsburgh.
Fu nominato "autore emerito" dall'associazione Science Fiction and Fantasy Writers of America nel 1999 e fu ospite d'onore della WorldCon nel 2004.
Morì a 89 anni il 7 febbraio 2010 per complicazioni cardiache.

## Opere
(elenco parziale)

### Romanzi
- Acqua di fuoco (romanzo breve, Firewater, 1952). Traduzione di Micaela Acocella, ne Il grande libro della fantascienza. Società del futuro. Romanzi brevi degli anni '50, EdgarMammut 3.44, Interno Giallo, 1992
- Children of Wonder (1953)
- Of All Possible Worlds (1955)
- The Human Angle (1956)
- Gli uomini nelle caverne (romanzo breve, The Men in the Walls, 1963). Traduzione di R[enata] Forti, in Galaxy n.67, anno VI-N. 12, Casa Editrice La Tribuna, 1963
- L'ultima Medusa (romanzo breve, A Lamp for Medusa, 1951 su Fantastic Adventures come Medusa was Lady; con The Players of Hell di Dave Van Arnam. 1968). Traduzione di Piero Anselmi, in All'ombra degli dei, Biblioteca di Fantasy & Horror n.1, Arnoldo Mondadori Editore, 1979
- Gli uomini nei muri (Of Men and Monsters, 1968). Traduzione di Beata Della Frattina, Urania n.521, Arnoldo Mondadori Editore, 1969
- The Square Root of Man (1968)
- The Wooden Star (1968)

### Raccolte
- Once Against the Law (1968) (antologia, con Donald E. Westlake)
- Immodest Proposals: The Complete Science Fiction of William Tenn, Volume I (omnibus) (2000)
- Here Comes Civilization: The Complete Science Fiction of William Tenn, Volume II (ominbus) (2001)
- Dancing Naked, the Unexpurgated William Tenn (Omnibus non fantascienza) (2004) [candidato Hugo, Miglior Libro collegato, 2005]

### Racconti
- Il mostro dagli occhi piatti (racconto lungo, The Flat-Eyed Monster, agosto 1955). Traduzione di [Gianni Montanari] in Alieni!, BUR Fantascienza n. 777, 1990
- Pagamento anticipato (racconto lungo, Time in Advance, 1956). Traduzione di [Marina Valente], in Galaxy Anno I-N. 4, Editrice Due Mondi, 1958
- Venere e i sette sessi (racconto lungo, The Seven Sexes, 1968). Traduzione di [Roberta Rambelli], in Storie dello spazio interno, Grandi Opere Nord n.7, Editrice Nord, 1981